# Irský vlkodav
Irský vlkodav je plemeno psa vzniklé zkřížením chrtů a dogovitých plemen. Tento klidný a vyrovnaný pes byl původně určen ke štvaní, chytání a zabíjení vlků, jak již napovídá jeho jméno. Je často zaměňován za deerhounda, jemuž je velmi podobný. Na rozdíl od deerhounda je irský vlkodav pes robustnější postavy. Je těžší a hlavně vyšší (průměrná výška psů v kohoutku je 85 cm, fen 79 cm), někteří extrémní jedinci mohou dosahovat výšky přes 95 cm.
Díky své výšce se řadí mezi nejvyšší známá psí plemena, přestože prvenství jedince drží pes německé dogy (112 cm v kohoutku a 108 kg).
První vlkodav byl do Česka dovezen v roce 1975.

## Historie
Předpokládá se, že vlkodavové přišli do Irska s Kelty, kteří byli známí jako vynikající chovatelé psů.
Ve své domovině se odjakživa těšili obrovské oblibě a vážnosti, což dokazují nesčetné legendy a jiná literární díla opěvující tuto rasu. Vlastnictví těchto psů se vztahovalo především na šlechtické a královské dvory, kde byli považováni za klenot, což mimo jiné dokazují i obojky ze zlata a drahých kovů, které zdobily jejich krky.[zdroj?]
Vlkodav se také stal oblíbeným darem pro královské rodiny celé Evropy.
První písemná zmínka o irském vlkodavovi pochází z roku 391 n. l. z dopisu římského konzula Quinta Aurelia Symmacha, který v něm děkuje svému bratrovi za 7 irských vlkodavů se slovy: "Celý Řím na ně hleděl s obdivem a okouzlením."
V 10. století měl královský pes hodnotu 2-3× vyšší než kůň.[zdroj?]
Vlkodav se stal také součástí znaku irských králů (vedle listu jetele a harfy), který obsahoval motto: "Milý, když je hlazen, divoký, když je podrážděn."
V průběhu dějin se vlkodav stal natolik žádaným artiklem, že se stal ve své domovině vzácným.[zdroj?] Dovážen byl do Indie, Persie, Dánska, Španělska, Polska, proto byl za vlády lorda protektora O. Cromwella vývoz vlkodavů z Irska a Anglie zakázán.
Kvůli vyhubení vlků ve Skotsku a Irsku, ale také kvůli hladomoru v roce 1845 se stal vlkodav přepychovým "zbožím", a proto poptávka po tomto plemeni upadala a vlkodav sám byl ohrožen vyhynutím. Ale naštěstí se kolem roku 1860 začal kapitán George Graham pokoušet tuto rasu obnovit. Graham byl odborníkem v chovu deerhoundů, proto to byl právě on, kdo s touto obnovou započal. Sestavil chovatelský program a vývoj rasy, a tak se v roce 1886 objevoval standard plemene a záchrana vlkodavů tím byla dokončena.[zdroj?]
Za prototyp plemene je považován pes O`Leary, jehož preparát je dodnes vystaven v Museum of National History v Londýně.
V současné době je možné vlkodava spatřit například v doprovodu dudáků a bubeníků při střídání stráží v Buckinghamském paláci v Londýně.

## Možná záměna
Vlkodava si lze těžko splést s jiným plemenem. Záměna by byla možná snad pouze s deerhoundem neboli skotským jelením psem.

## Galerie

Fotografie
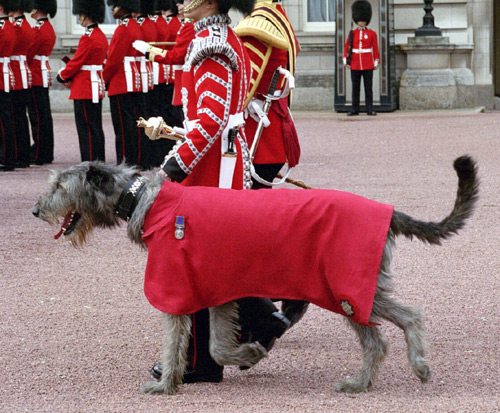
Irský vlkodav při střídání stráží
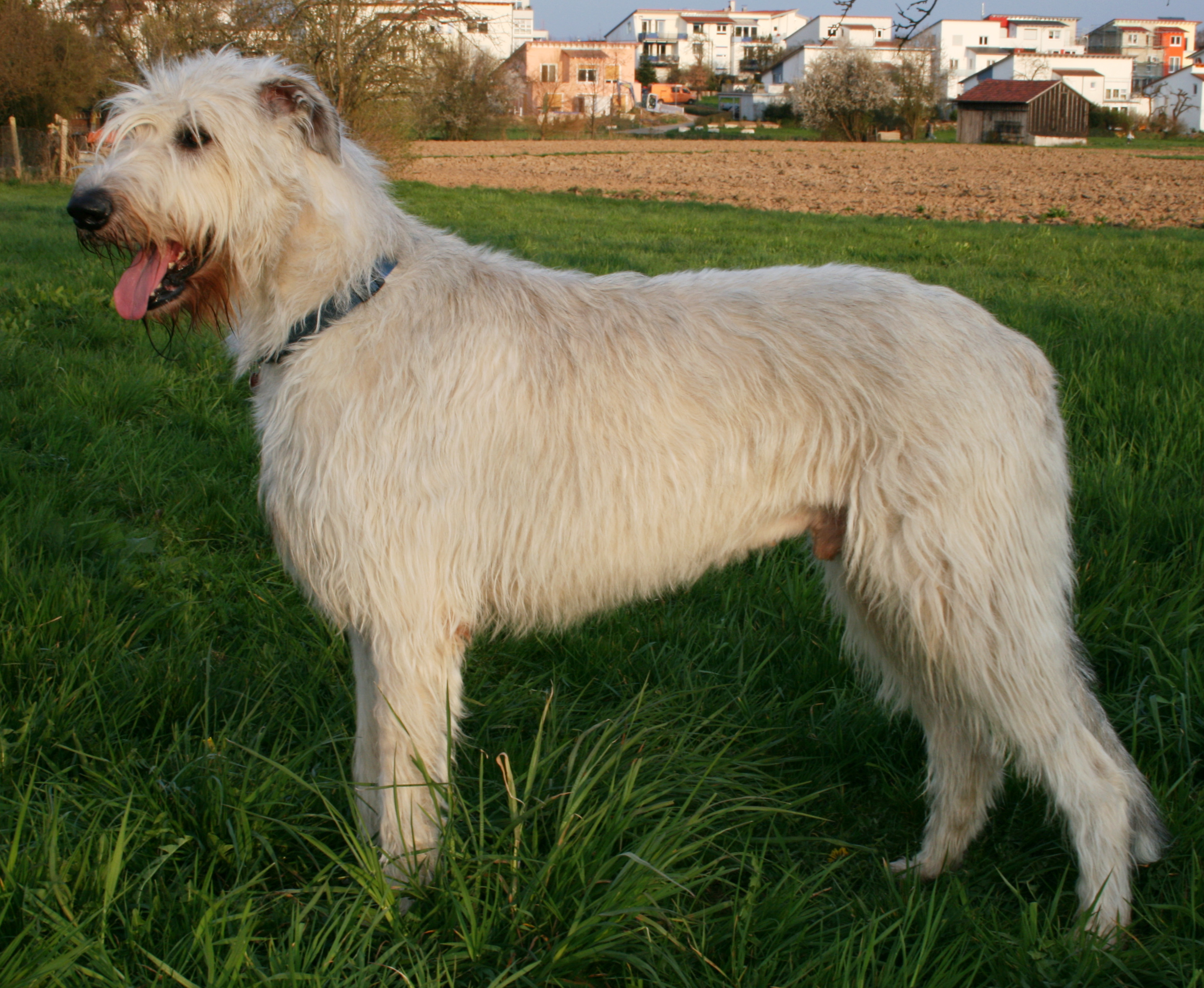
Světlá varianta
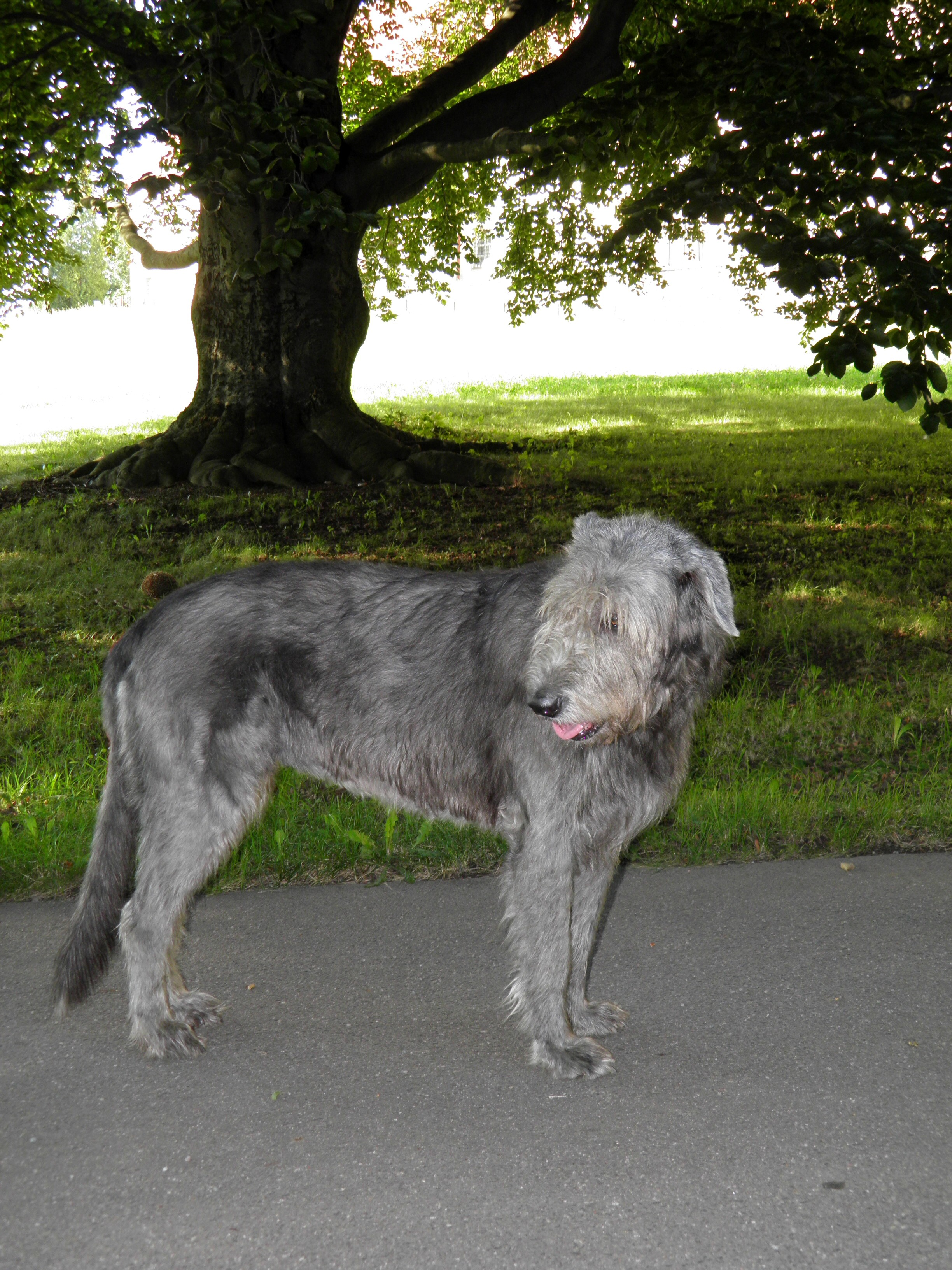
Šedá varianta
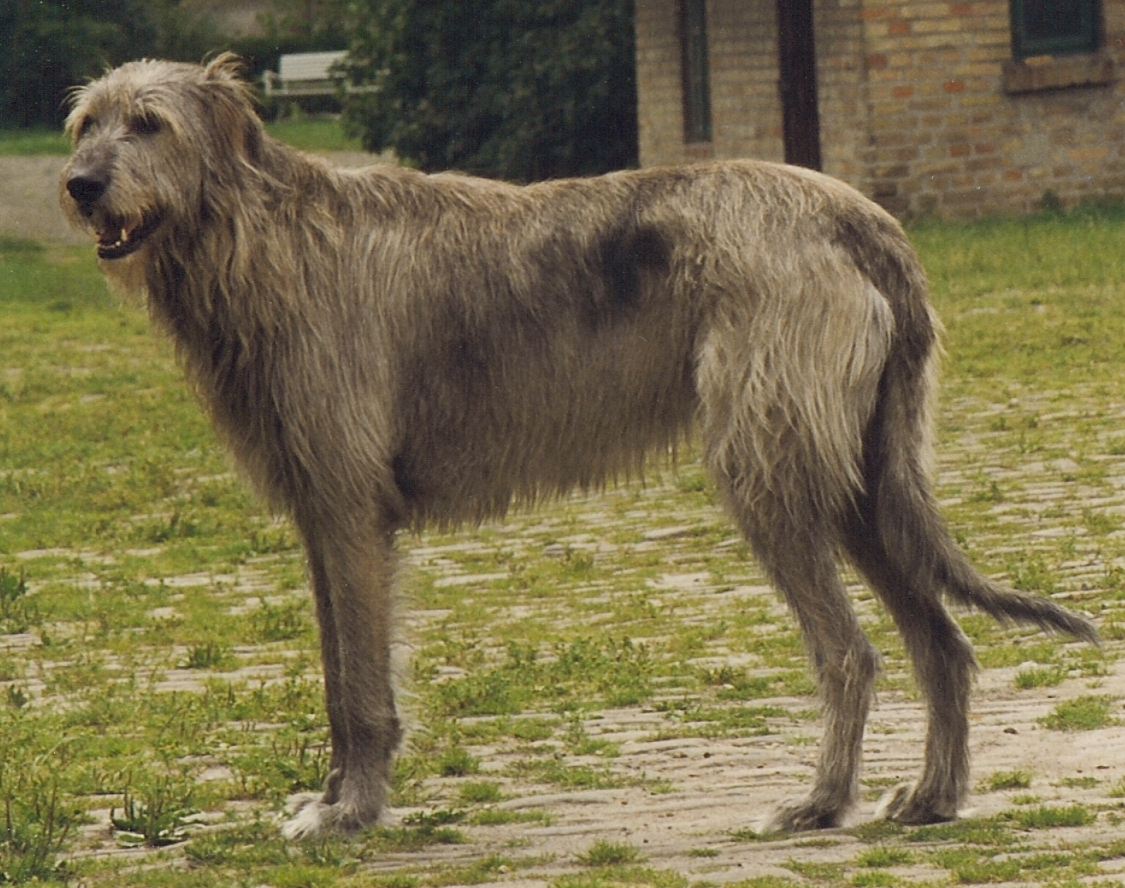
Irský vlkodav
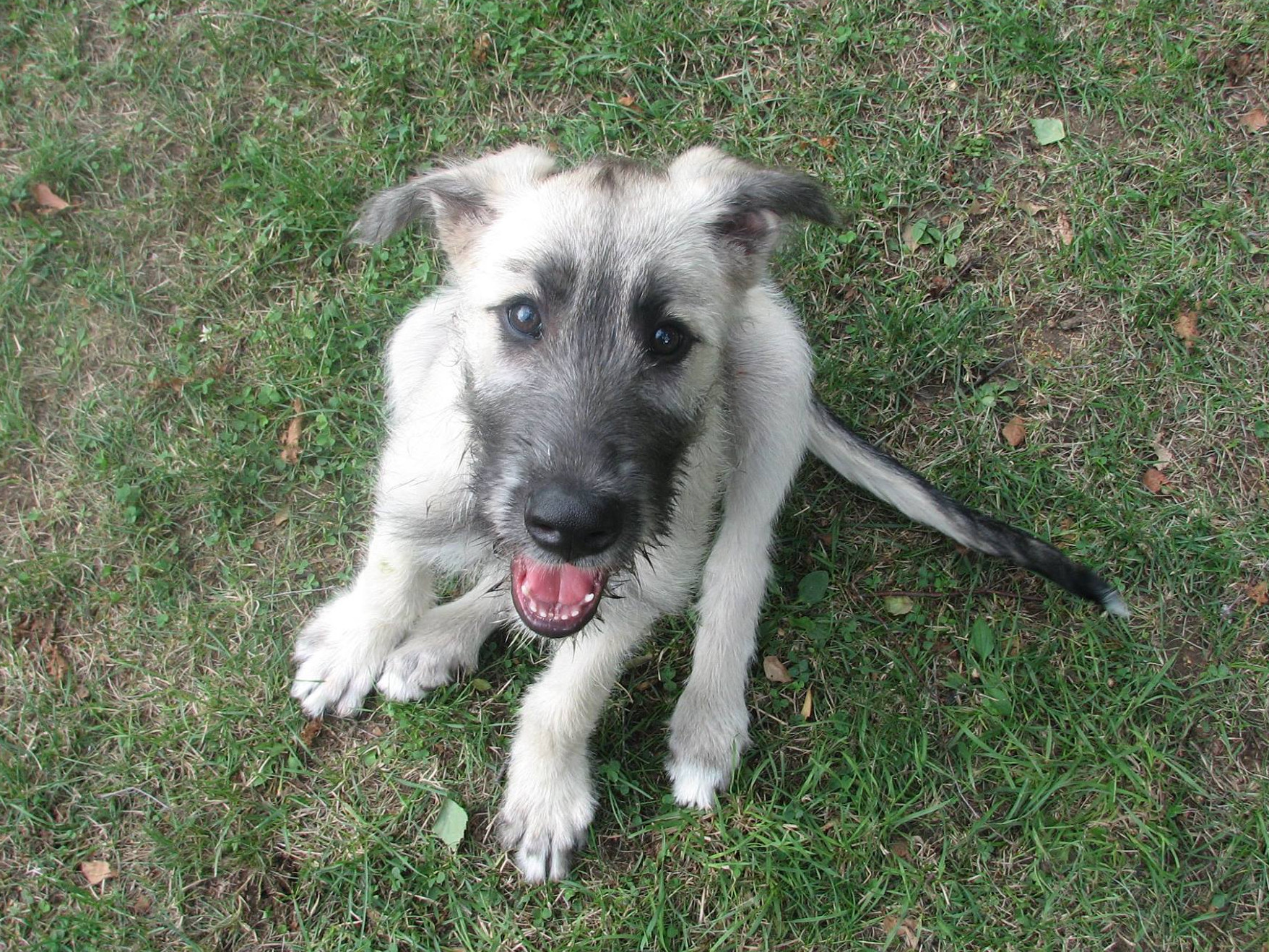
Štěně irského vlkodava

## Významní chovatelé
- George Graham – Anglický kapitán, chovatel deerhoundů a vlkodavů, který obnovil plemeno irského vlkodava v r. 1886.
- Lady Talbot of Malahide – Darovala irského vlkodava anglickému králi Jiřímu V.